# ユア・フェイバリット・マーシャン

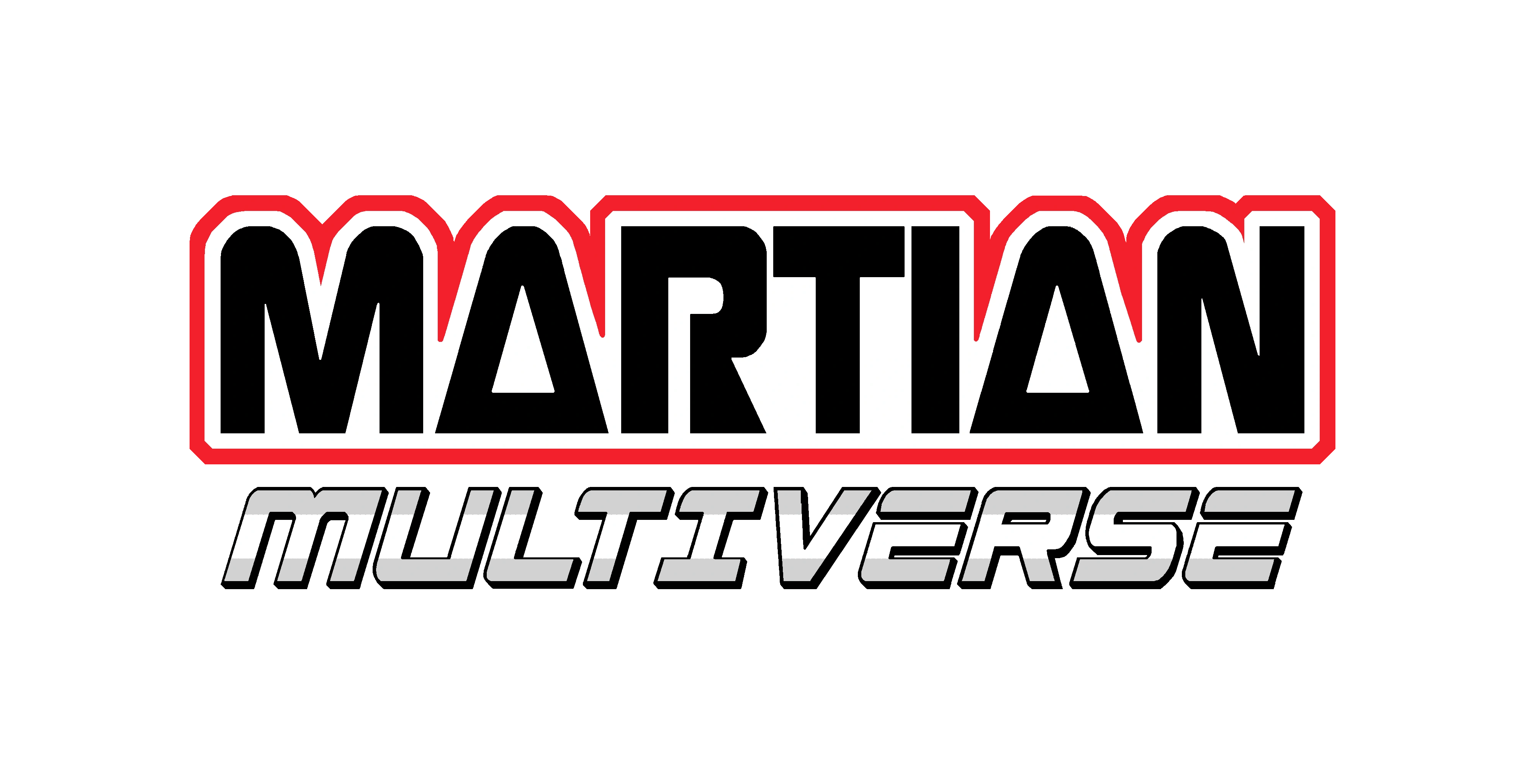
Logo (2022)

ユア・フェイバリット・マーシャン (Your Favorite Martian) は、レイ・ウィリアム・ジョンソン（Ray William Johnson）によって作成されたバーチャルバンドである。

## 概要
バンドはパフパフ・ハンバート (Puff Puff Humbert)、ディージェイ (DeeJay)、ベネター (Benatar)、アクセル・チェーン (Axel Chains)ら4人の架空のキャラクターによって構成されている。

## メンバー
- パフパフ・ハンバート(Puff Puff Humbert)-

ボーカル・ピアノ
声-レイ・ウィリアム・ジョンソン
- ディージェイ(DeeJay)-

DJ-ボーカル・アコースティックギター
声-レイ・ウィリアム・ジョンソン(歌)、BigRob(歌)、Rick Carter(YFMTS)    
- ベネター(Benatar)-

ショルダーキーボード・ギター・ボーカル・ピアノ
声-Jesse Cale(歌)、レイ・ウィリアム・ジョンソン(話し声)
- アクセル・チェーン(Axel Chains)-

ドラム
声-Steve Greene

## Webアニメーションシリーズ
- AnimonsterによってYour Favorite Martian:The Series(YFMTS)が制作されている。